# Söchtenau
Söchtenau est une commune de Bavière (Allemagne), située dans l'arrondissement de Rosenheim, dans le district de Haute-Bavière.

## Géographie
Plusieurs lacs sont situés sur la commune, le Simssee, le Siferlinger See, un petit lac de lande au  Stucksdorfer Moor  et une petite partie du lac de baignade  Rinssee , à la limite municipale.

### Structure paroissiale

Söchtenau compte 36 districts  :
| - Aschau - Berg - Marque - Burg - Livre de choses - Oaks sur le Simssee - Eßbaum - Furtmühle - Grölking | - Hafendorf - Haid - Hayng - Moulin à foin - Innthal - Könbarn - Krottenmühl - Lampersberg - Lohen | - Oberthal - Osterfing - Rachelsberg - Reischach - Rins - Moulin - Schwabering - Siferling - Söchtenau | - Spöck - Stetten - Straß - Stucksdorf - Ullerting - Untershofen - Unterthal - Waldhof - Wilperting |

### Évolution démographique
Entre 1988 et 2018, la commune est passée de 2116 à 2651 habitants (+ 535 habitants, soit 25,3%).

## Histoire
La première mention de la ville remonte à l'an 924. 
Söchtenau a appartenu au Rentamt Burghausen et au tribunal de district de Kling. La ville était en cours de réforme administrative dans le Royaume de Bavière et a constitué en 1818 une communauté politique indépendante.

## Administration

### Maire et conseil local
Sebastian Forstner est le maire. Sur les 14 membres du conseil municipal, l'« Initiative citoyenne de Sochtenau » en représente trois, le « Groupe électoral libre de Söchtenau », six et le « Groupe Schwabering - Krottenmühl », cinq.

## Aérodrome
À deux kilomètres au nord-ouest de Söchtenau se trouve l'aérodrome de Vogtareuth, une zone d'atterrissage spéciale pour tous les types d'avions jusqu'à 2 000 kg (masse maximale au décollage) (MTOW) et hélicoptères jusqu'à 5 700 kg.

## Jumelages
Vron (France)

## Héraldique

### Armoiries
La description officielle des armoiries de la municipalité de Söchtenau se lit comme suit :  Noir et or fendus ; devant une clé verticale argentée avec la poignée vers le haut, dans le dos un dragon vert, debout.